# Podział administracyjny Libii
Libia jest obecnie podzielona na 22 jednostki zwane szabijja (l.m. szabijjat).

## Obecny podział (2007)

Podział administracyjny Libii

| Pisownia arabska | Pisownia polska¹    | Nr na mapie |
| ---------------- | ------------------- | ----------- |
| البطنان          | Al-Butnan           | 1           |
| الجبل الاخضر     | Al-Dżabal al-Achdar | 3           |
| الجبل الغربي     | Al-Dżabal al-Gharbi | 15          |
| الجفارة          | Al-Dżifara          | 12          |
| الجفرة           | Al-Dżufra           | 17          |
| الكفرة           | Al-Kufra            | 7           |
| المرقب           | Al-Marakib          | 10          |
| المرج            | Al-Mardż            | 4           |
| الواحات          | Al-Wahat            | 6           |
| النقاط الخمس     | An-Nukat al-Chams   | 14          |
| الزاوية          | Az-Zawija           | 13          |
| بنغازي           | Bengazi             | 5           |
| درنة             | Darna               | 2           |
| غات              | Ghat                | 21          |
| مرزق             | Marzuk              | 22          |
| مصراتة           | Misrata             | 9           |
| نالوت            | Nalut               | 16          |
| سبها             | Sabha               | 19          |
| سرت              | Syrta               | 8           |
| طرابلس           | Trypolis            | 11          |
| وادي الحياة      | Wadi al-Hajat       | 20          |
| وادي الشاطئ      | Wadi asz-Szati      | 18          |

¹ Uproszczona transkrypcja polska nazwy arabskiej lub egzonim, jeśli istnieje.

## Dawny podział (2001)
W latach 2001–2007 Libia była podzielona na 32 jednostki (szabijja) i 3 regiony administracyjne.

Jednostki w Libii w latach 2001–2007

1. Adżdabija
2. Al-Butnan
3. Al-Hizam al-Achdar
4. Al-Dżabal al-Achdar
5. Al-Dżifara
6. Al-Dżufra
7. Al-Kufra
8. Al-Mardż
9. Al-Marakib
10. An-Nukat al-Chams
11. Al-Kubba
12. Al-Wahat
13. Az-Zawija
14. Bengazi
15. Bani Walid
16. Darna
17. Ghat
18. Ghadamis
19. Gharjan
20. Marzuk
21. Mizda
22. Misrata
23. Nalut
24. Tadżura wa-an-Nawahi al-Arba
25. Tarhuna wa-Masalata
26. Trypolis
27. Sabha
28. Syrta
29. Sabrata wa-Surman
30. Wadi al-Hajat
31. Wadi asz-Szati
32. Jafran wa-Dżadu
33. Al-Katrun (pominięte na mapie)
34. Al-Dżaghbub (pominięte na mapie)
35. Maradah (pominięte na mapie)

## Wcześniejsze podziały
- 1998–2001: 26 jednostek (szabijja)
- 1995–1998: 13 jednostek (szabijja)
- 1988–1995: 25 regionów (bajadijja)
- 1983–1988: 46 regionów (bajadijja)
- 1963–1983: 10 gubernatorstw (muhafaza)
- 1951–1963: 3 gubernatorstwa (muhafaza)